# Cypselurus
Los peces voladores del género Cypselurus son peces marinos de la familia exocétidos, de amplia distribución.

## Hábitat
Son peces pelágicos abundantes en aguas superficiales; viven en cardumen alimentándose de plancton.
Tiene la capacidad de saltar fuera para escapar de sus depredadores, siendo capaces de recorrer considerables distancias sobre la superficie planeando con sus largas aletas pectorales.

## Especies
Existen doce especies válidas en este género:
- Cypselurus angusticeps (Nichols & Breder, 1935) — volador isleño
- Cypselurus callopterus (Günther, 1866) — volador bonito, volador alimanchado, volador pequeño
- Cypselurus comatus (Mitchill, 1815) — volador holandés
- Cypselurus hexazona (Bleeker, 1853)
- Cypselurus hiraii (T. Abe, 1953)
- Cypselurus longibarbus (Parin, 1861)
- Cypselurus naresii (Günther, 1889) — volador faraón
- Cypselurus oligolepis (Bleeker, 1865)
- Cypselurus opisthopus (Bleeker, 1865)
- Cypselurus poecilopterus (Valenciennes, 1847) — volador de ala amarilla
- Cypselurus simus (Valenciennes, 1847)
- Cypselurus starksi (T. Abe, 1953)